# アラパホ
アラパホ族（アラパホぞく、Arapaho）、またはアラパホー族（アラパホーぞく、Arapahoe）は、北アメリカに先住するインディアン部族である。

アラパホー族の部族国旗

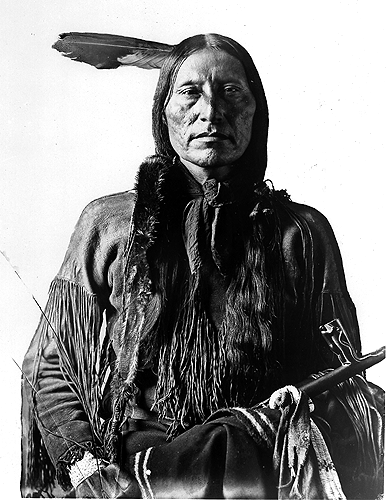
スキャビー・ブル（Scabby Bull）

## 歴史
元々はミシシッピ川より東部、ミネソタ州北部のレッドリバーバレー流域の森林地帯でトウモロコシやカボチャ、豆などを栽培しながら暮らしていたが、白人入植の影響で、18世紀にそこから南西に移動し、ノースダコタ州及びサウスダコタ州の平原地帯を領域とした。そして19世紀頃にさらに南下して移動し、プラット川沿いのワイオミング州とオクラホマ州の2つのグループに分かれて行った。1863年合衆国政府と平原インディアンとの間で起きたコロラド戦争に参戦。1864年サンド・クリークのシャイアン族とアラパホ族の野営地がアメリカ陸軍の攻撃を受け、女子供などを中心に数百人が死亡。1876年リトルビッグホーンの戦いでスー族、シャイアン族らと共に参戦し、カスター中佐率いるアメリカ第七騎兵隊を破った。

## 概要
「アラパホー」は、「山から駆け下りる人々」、またはポーニー族 の言葉で「交易者」の意とされる。彼ら自身は、「イヌナ・イナ（我々の人）」と自称する。他の平原部族同様、犬を食べる文化を持ち、他部族からの呼称では「犬食い」という意味の呼び名が多い。
アメリカ合衆国のアルゴンキン語族に属し、ティーピーで移動してバッファロー狩りをし、またアースロッジに住んでトウモロコシ栽培などをしていた、半農型の「平原インディアン」。
アラパホ族は2つのグループに分かれており、現在ワイオミング州とコロラド州に住む北部アラパホ族と、オクラホマ州やカンザス州西部などに住む南部アラパホ族がある。
現在、アメリカ連邦政府から公式に「インディアン部族」として認定され、保留地（Reservation）を領有しているのは、ワイオミング州とオクラホマ州の二部族だけである。
ワイオミング州西部の「ウインドリバー保留地」は、東ショーショーニー族との共同保留地となっており、ここに北部アラパホー族が約3000人いる。
オクラホマ州南部には、「シャイアン・アラパホー保留地」があり、南部アラパホー族と、北部および南部シャイアン族の共同保留地となっている。